# Férfi gerelyhajítás a 2015. évi nyári európai ifjúsági olimpiai fesztiválon
A 2015. évi nyári európai ifjúsági olimpiai fesztiválon az atlétikai versenyszámokat Tbilisziben rendezték. A férfi gerelyhajítás döntőjét augusztus 1.-én rendezték.

## Rekordok
A versenyt megelőzően a következő rekordok voltak érvényben:
| Ifjúsági világrekord | Braian Toledo (Argentína) | 89.34 m |
| EYOF rekord          | Yuriy Kushniruk (Ukrajna) | 83.42 m |

## Döntő
| H     | Név                       | Nemzet           | 1     | 2     | 3     | 4     | 5     | 6     | E     | Mj |
| ----- | ------------------------- | ---------------- | ----- | ----- | ----- | ----- | ----- | ----- | ----- | -- |
| Arany | Ilia Tuzov                | Oroszország      | 69.67 | 63.63 | 59.05 | 66.78 | 61.66 | 68.61 | 69.67 |    |
| Ezüst | Matiss Velps              | Lettország       | 66.21 | x     | x     | 63.88 | 63.30 | 66.13 | 66.21 |    |
| Bronz | Bartul Zemunik            | Horvátország     | 65.32 | x     | 57.57 | 64.55 | 55.47 | 60.36 | 65.32 |    |
| 4     | Yan Khalupa               | Fehéroroszország | 57.79 | 63.16 | 63.52 | 64.19 | 62.72 | x     | 64.19 |    |
| 5     | Alexei Oleinic            | Moldova          | 53.55 | 61.84 | 63.70 | x     | 61.72 | 58.97 | 63.70 | PB |
| 6     | Teemu Hintsanen           | Finnország       | 57.05 | 61.04 | x     | x     | x     | x     | 61.04 |    |
| 7     | Dimitrios Tsitsos         | Görögország      | 55.65 | 58.25 | 58.66 | 56.78 | 54.45 | 59.59 | 59.59 |    |
| 8     | Fabian Strehlau           | Németország      | 56.68 | x     | 59.07 | 55.78 | x     | 55.85 | 59.07 |    |
| 9     | Tadeas Buzek              | Csehország       | x     | x     | 56.93 |       |       |       | 56.93 |    |
| 10    | Szymon Pawel Sadowski     | Lengyelország    | x     | 53.43 | 52.26 |       |       |       | 53.43 |    |
| 11    | Giorgi Ketiladze          | Grúzia           | 51.10 | 51.31 | 53.28 |       |       |       | 53.28 | SB |
| 12    | Styrmir Dan Steinunnarson | Izland           | 46.24 | x     | x     |       |       |       | 46.24 |    |